# تود لووی
تود لووی (انگلیسی: Todd Lowe؛ زادهٔ ۱۰ مهٔ ۱۹۷۷) یک هنرپیشه اهل ایالات متحده آمریکا است. وی از سال ۱۹۹۷ میلادی تاکنون مشغول فعالیت بوده‌است.
او در فیلم جایی که قلب آنجاست بازی کرده‌است.